# Puliyangudi
Puliyangudi (engelska: Puliyankudi) är en ort i Indien.   Den ligger i distriktet Tirunelveli Kattabo och delstaten Tamil Nadu, i den södra delen av landet, 2 200 km söder om huvudstaden New Delhi. Puliyangudi ligger 204 meter över havet och antalet invånare är 62 494.
Terrängen runt Puliyangudi är huvudsakligen platt, men västerut är den kuperad. Terrängen runt Puliyangudi sluttar österut. Runt Puliyangudi är det tätbefolkat, med 343 invånare per kvadratkilometer. Närmaste större samhälle är Kadayanallur, 12,9 km sydväst om Puliyangudi. Trakten runt Puliyangudi består till största delen av jordbruksmark.